# Урибе, Висенте
Висе́нте Ури́бе Гальдеа́но (исп. Vicente Uribe Galdeano, 1897, Бильбао, Испания — 1961, Прага, ЧССР) — деятель испанского и международного коммунистического движения, активный участник республиканского движения в годы Гражданской войны 1936—1939, затем деятель эмигрантской оппозиции диктатуре Франко, один из лидеров Коммунистической партии Испании (КПИ), министр сельского хозяйства (1936—1939), партийный теоретик и главный редактор Mundo Obrero.

## Биография
Полубаск-полукастилец, рабочий-металлург. Присоединился к подпольному коммунистическому движению в Испании в 1923 году, вступил в партию в 1927 году.
В 1936 году участвовал в разработке манифеста антифашистского Народного фронта, одержавшего победу на всеобщих парламентских выборах 16 февраля того же года.
После начала гражданской войны в Испании (1936—1939) входил в секретариат КПИ и был назначен министром сельского хозяйства в Социалистическом правительстве во главе с Франсиско Ларго Кабальеро и Хуаном Негрином.
После поражения республиканцев эмигрировал в Мексику, вошел в состав части Секретариата КПИ в этой стране. Во время Второй мировой войны Висенте Урибе был лидером испанской компартии в Америке. После исключения из партии Хесуса Эрнандеса по обвинению в проведении антисоветской деятельности в 1944 году Урибе стал вторым по значимости человеком в КПИ.
В мае 1946 года Урибе покинул Мексику и переехал в Париж, где вместе с Антонио Михе взял на себя руководство партии во Франции.
В 1950 году французское правительство объявило КПИ вне закона и провело ряд арестов и задержаний испанских коммунистов. В. Урибе вместе с Энрике Листером и Антонио Михе перебрался в Чехословакию в Прагу. В 1954 году на V-ом Конгрессе, выступил с отчетом о партийной программе, после чего возникло противостояние между молодым членами КПИ во главе с Сантьяго Каррильо и Фернандо Клаудином и частью ветеранов партии во главе с В. Урибе и Долорес Ибаррури.
В феврале 1956 года В. Урибе принял участие в XX съезде КПСС. В ходе начавшегося разоблачения культа личности Сталина был обвинён в его поддержке. После этого В. Урибе ушёл из политики и умер в 1961 году в Праге.